# Хенрик Виенявски
Хѐнрик Виеня̀вски или Веня̀вски (на полски: Henryk Wieniawski) е полски цигулар, педагог и композитор. Изкуството му е виртуозно със склонност към поетична вглъбеност. Пише музика само за цигулка. Автор е на 2 концерта за цигулка, полонези, мазурки, вариационни творби, етюди и др. Роден е в семейство на полски евреи. Неговият талант е забелязан рано. Завършва Парижката консерватория през 1846 г. 

## Биография
Дядото на Виенявски, с еврейски произход, Хершек Мейер Хелман, бил бръснар от Венява, тогава самостоятелен град близо до Люблин. Баща му – Волф Хелман сменя името си на Тадеуш Венявски, за да се впише в полското общество. Името си сменя на квартала, в който живее – Венява. Преди да получи медицинската си диплома се покръства. Тадеуш Венявски показва особени заслуги в Ноемврийското въстание, за което двукратно е удостоен с Военен кръст. От връзката на д-р Виенявски и дъщерята на еврейски доктор от Варшава Юзеф Волф (Регина – сестра на живеещия в Париж пианист и композитор Едвард Волф) на бял свят се появява гениалният цигулар.
Домът на семейство Виенявски е като истински любелски салон. Посещават го различни артисти, провеждат се концерти, литературни срещи и дискусии. Това оказва влияние не само на Хенрик Виенявски, но и на двамата му братя, по-старият от които, Юлиан Венявски, става писател и публицист, а по-младият, Юзеф Венявски, се посвещава на пианото.
Първата учителка на Хенрик е неговата майка, после се обучава при Ян Хорнзел, цигулар на Театър Велки във Варшава, а след това при Антони Парис и Станислав Сервачински, солист и концертмайстор на Будапещенската опера. През 1843 г., когато е на осем години, заминава за Париж, където първоначално учи под ръководството на Клавел, а след година се мести в Парижката консерватория. На 11-годишна възраст завършва консерваторията с първа награда и златен медал. След това в продължение на две години продължава своето обучение при Масарт. След това 2 месеца изнася концерти в Санкт Петербург. През 1849 г. отново заминава за Париж, където учи отново в Консерваторията за композитор и отново завършва с отличие. През същата година се среща с Ференц Лист и Карол Липински.
През 1850 г., заедно със своя брат Юзеф, започва концертната си дейност, във всички по-големи градове на Руската империя, след това в много европейски страни, като навсякъде предизвиква неописуеми емоции. След много успехи, през 1860 г. приема функцията на първа цигулка в царския двор и солист на Руското музикално общество. Едновременно с това преподава цигулка в т.нар. музикални часове на това общество, които през 1862 г. се трансформират в консерватория. Тук със своята няколкогодишна успешна педагогическа дейност оформя ядрото на петербурската цигуларска школа, която е развита от Леополд Ауер в прекрасна руска школа. Всяка година в продължение на 3 – 4 месеца изнася концерти в други европейски страни (между които Холандия, Белгия, Англия). През 1860 г. се жени за Изабела Хемптън, на която посвещава Легенда оп.17.
През 1872 г., след 12 г. напуска Русия и заедно с Антон Рубинщайн заминават на голямо турне в САЩ. В продължение на 8 месеца изнасят 215 концерта. Виенявски остава в Америка до 1874 г. като изнася концерти с известната певица Паулина Лукка. След завръщането си в Европа през 1874 г. започва педагогическа дейност в консерваторията в Брюксел като заместник на Анри Вийотан до септември 1877 г. (негов ученик е и Йожен Изаи). В резултат на засилващите се сърдечни проблеми и прекомерно затлъстяване в последните години от своя живот концертира седнал. Умира в Москва. Погребан е във Варшава. В погребалното шествие участват 40 хиляди души. 
От 1935 г. на всеки 5 години (с изключение на периода на окупация) се провежда Международен конкурс за цигулари на името на Хенрик Виенявски, предназначен за цигулари до 30-годишна възраст. Първият конкурс се провежда във Варшава, по инициатива на Адам Виеняваски, племенник на известния цигулар. Вторият конкурс се провежда през 1953 г. в Познан, където се провеждат до днес.

## Музика
Виенявски е ценен не само като виртуоз, който разполага с техника, но също така и като голям лирик. Често го описват като поет цигулар. Той е последният виртуозен цигулар, който остава в историята на музиката и като композитор.
Започва да композира още като дете. В следващите години композира за лично удоволствие, като понякога публикува своите творби. Благодарение на Виенявски в репертоара на цигуларите навлиза Полонезата. Стилизира също така и Мазурката.
Най-голяма популярност придобива Концерт за цигулка d-moll op. 22. След концертите на Паганини, това е най-често записвания и изпълняван концерт за цигулка написан от виртуоза. Идеята за тази творба се ражда още през зимата на 1855 г., но е реализирана едва след 7 години. По-ранният, Концерт за цигулка fis-moll композиран от 8-годишния Виенявски, е по-малко популярна.

Сред виртуозните му творби най-често днес се изпълнява Scherzo-Tarantella. Голяма популярност придобива и Fantazja faustowska („Фаустовска фантазия“), композирана щест години след премиерата на операта на Шарл Гуно. Тогава много композитори разработват мелодии от операта Фауст (Анри Вийотан, Алард, Сарасате), но днес се изпълнява предимно варианта на Виенявски. Лиризмът в творчеството на Виенявски се проявява и в Легенда, изпълнявана не само в оригиналната версия на цигулка с оркестър, а по-често и с пиано, композирана най-вероятно като израз на любовта му към Изабела Хемптън, бъдещата му жена.
|  | Тази страница частично или изцяло представлява превод на страницата Henryk Wieniawski в Уикипедия на полски. Оригиналният текст, както и този превод, са защитени от Лиценза „Криейтив Комънс – Признание – Споделяне на споделеното“, а за съдържание, създадено преди юни 2009 година – от Лиценза за свободна документация на ГНУ. Прегледайте историята на редакциите на оригиналната страница, както и на преводната страница, за да видите списъка на съавторите. ВАЖНО: Този шаблон се отнася единствено до авторските права върху съдържанието на статията. Добавянето му не отменя изискването да се посочват конкретни източници на твърденията, които да бъдат благонадеждни. |